# Eburia inarmata
Eburia inarmata là một loài bọ cánh cứng trong họ Cerambycidae.